# Петух (река)
Пету́х — река в Кадуйском районе Вологодской области России, правый приток Суды. Вода пресная, река несудоходна. Длина реки — 59 км, площадь водосборного бассейна — 314 км².
Вытекает из болота Семизерская Чисть откуда направляется на северо-восток по территории Рукавицкого сельского поселения и впадает в Суду напротив посёлка Андогский. На берегах расположены деревни Вершина, Малафеево, Горка, Корнинская, Низ, Якимово, Волоцкая, Круглое. Крупнейшие притоки — Исток и Смердяч.

## Данные водного реестра
По данным государственного водного реестра России относится к Верхневолжскому бассейновому округу, водохозяйственный участок реки — Суда от истока и до устья, речной подбассейн реки — Реки бассейна Рыбинского водохранилища. Речной бассейн реки — (Верхняя) Волга до Куйбышевского водохранилища (без бассейна Оки).
Код объекта в государственном водном реестре — 08010200212110000008118.